# Albert Meysey-Thompson
Albert Childers Meysey-Thompson, né le 13 juillet 1848 à York et mort le 20 mars 1894 à Marylebone, est un footballeur anglais.
Il remporte la coupe d'Angleterre de football en 1872 avec le Wanderers Football Club. Il joue deux finales supplémentaires avec l’Old Etonians Football Club en 1875 et 1876. Thompson est aussi un joueur de cricket émérite au sein du Marylebone Cricket Club.

## Biographie
Albert Childers Thompson naît à York. Il est le fils de Sir Harry Meysey-Thompson, 1er Baronnet (1809–1874) et d’Elizabeth Anne Croft. Son père est créé premier Baronnet Meysey-Thompson de Kirby Hall, dans le comté d’York en avril 1874 soit quelques mois avant sa mort. Son fils reprendra ce nouveau nom après cette date. Sir Harry Meysey-Thompson est député de la circonscription de Whitby entre 1859 et 1865. Meysey est le patronyme de la grand-mère d’Harry Thompson.
Le frère d’Albert, Charles Meysey-Thompson est lui aussi un footballeur. Il a joué dans les mêmes clubs que son frère.
Albert Meysey-Thompson étudie à l’Eton College puis au Trinity College de Cambridge où il est Bachelor of Arts en 1871. Il commence à étudier le droit au Lincoln's Inn à partir de 1869 avant d’intégrer l’Inner Temple en 1872.
Thompson prête serment en tant qu’avocat le 6 juin 1872 et pratique dans le North-Eastern Circuit et devient Conseil de la Reine.
Albert Meysey-Thompson meurt à l’âge de 45 ans à son domicile de Marylebone à Londres, trois jours après son retour de la côte ouest des États-Unis où il passait régulièrement l’hiver à cause d’une santé défaillante. Il est inhumé dans le Yorkshire.

### Carrière en football
Albert Meysey-Thompson joue au football à Eton puis à Cambridge pendant ses études. Il joue défenseur ou demi-centre. Charles Alcock le décrit comme « … Le roi des arrières… ». Lors de la finale de la Coupe d'Angleterre de football 1871-1872 il forme avec Edgar Lubbock une paire de défenseur infranchissable, repoussant les assauts des attaquants du Royal Engineers Association Football Club et assurant la victoire du Wanderers Football Club sur le score d’un but à zéro.
Les deux autres finales auxquelles il participe, il les disputent sous le maillot de l’Old Etonians Football Club. En 1875 il joue de nouveau une finale contre les Royal Engineers. Il est dans l’équipe pour la finale mais ne peut être aligné pour le match d’appui (la première rencontre s’étant terminée par un match nul). L’année suivante il fait de nouveau partie de l’équipe des Old Etonians qui se qualifie pour la finale. Cette fois-ci il joue contre son ancien club le Wanderers FC. Il dispute la finale aux côtés de son frère et forme ainsi une des trois fratries qui participe à la finale. Ni lui ni son frère ne peut participer au match d’appui et les Wanderers l’emportent 3-0.
Thompson apparaît dans deux matchs internationaux de 1872 entre l'Angleterre et l'Écosse sous le maillot blanc de l’Angleterre. Ces matchs n’étant pas répertoriés comme matchs internationaux officiels il ne peut s’enorgueillir de capes en équipe d’Angleterre de football.

## Palmarès
- Wanderers FC
  - Vainqueur de la Coupe d'Angleterre en 1872

- Old Etonians FC
  - Finaliste de la Coupe d'Angleterre en 1875 et 1876